# Myriostephes
Myriostephes és un gènere d'arnes de la família Crambidae. El gènere va ser creat per Edward Meyrick el 1884.

## Taxonomia
- Myriostephes asphycta (Turner, 1915)
- Myriostephes crocobapta Turner, 1908
- Myriostephes haplodes (Meyrick, 1887)
- Myriostephes leucostictalis (Hampson, 1899)
- Myriostephes matura Meyrick, 1884
- Myriostephes rubriceps (Hampson, 1903)